# 애들이 똑같아요
《애들이 똑같아요》(It Takes Two)는 미국에서 제작된 앤디 테넌트 감독의 1995년 가족, 코미디 영화이다. 마크 트웨인의 소설 《왕자와 거지》와 1961년 영화 《페어런트 트랩》을 기반으로 제작되었다. 커스티 앨리 등이 주연으로 출연하였고 짐 크룩생크 등이 제작에 참여하였다.

## 출연

### 주연
- 커스티 앨리
- 스티브 구텐버그
- 메리 케이트 올슨
- 애슐리 올슨

### 조연
- 필립 보스코
- 제인 시벳

## 기타
- 공동제작: 앤디 코엔
- 공동제작: 로라 프리드먼